# Steinholzwarte
Die Steinholzwarte ist eine Feldwarte nordwestlich der Stadt Quedlinburg in Sachsen-Anhalt.

## Lage
Die Warte gehört zum Quedlinburger Warten- und Landgrabensystem und befindet sich nahe der Steinholz-Linden auf dem Petersberg in einer Höhe von 179 Metern im Steinholz. Sie ist im Quedlinburger Denkmalverzeichnis eingetragen.

## Geschichte und Architektur
Die Warte wurde im 14./15. Jahrhundert aus Sandsteinquadern errichtet und von der Stadt Quedlinburg unterhalten. Sie ist von allen Feldwarten am längsten, bis in die Mitte des 16. Jahrhunderts, ständig besetzt gewesen. Anhand von Ratsrechnungen sind bis 1560 die regelmäßigen Lohnzahlungen belegt, woraus ersichtlich ist, dass zwei ganzjährig hier wohnende Turmwächter angestellt waren. Sie überwachten von der Warte aus einen hügeligen Geländeabschnitt an der Nordwestgrenze der Feldflur. Als Unterschlupf bot die Steinholzwarte auch den Arbeitern Schutz, die hier in dem weit von der Stadt entfernten Steinbruch arbeiteten.
Der Turm hat eine Höhe von 11,3 Metern und verfügt über einen quadratischen Grundriss mit einer Kantenlänge von etwa 4,15 Metern. Ursprünglich befand sich der Eingang zum Turm in einer Höhe von ungefähr 7,20 Metern. Der heute an der Turmbasis befindliche Eingang wurde erst Ende der 1890er  eingefügt. Der Verschönerungsverein unter Vorsitz des Oberbürgermeisters Ernst Bansi, finanzierte den Umbau der Warte zu einem Aussichtsturm und machte ihn damit für Wanderer begehbar. Der Ausblick vom Turm ermöglicht die Sicht in einige weit nach Westen reichende Talmulden.
Die Warte ist ständig geöffnet. Durch den dichten Baumbewuchs der unmittelbaren Turmumgebung ist die Sicht vom Turm jedoch eingeschränkt.
Im Umfeld des Turms finden sich alte Gräben und Wälle, die Reste der Landwehranlagen darstellen.

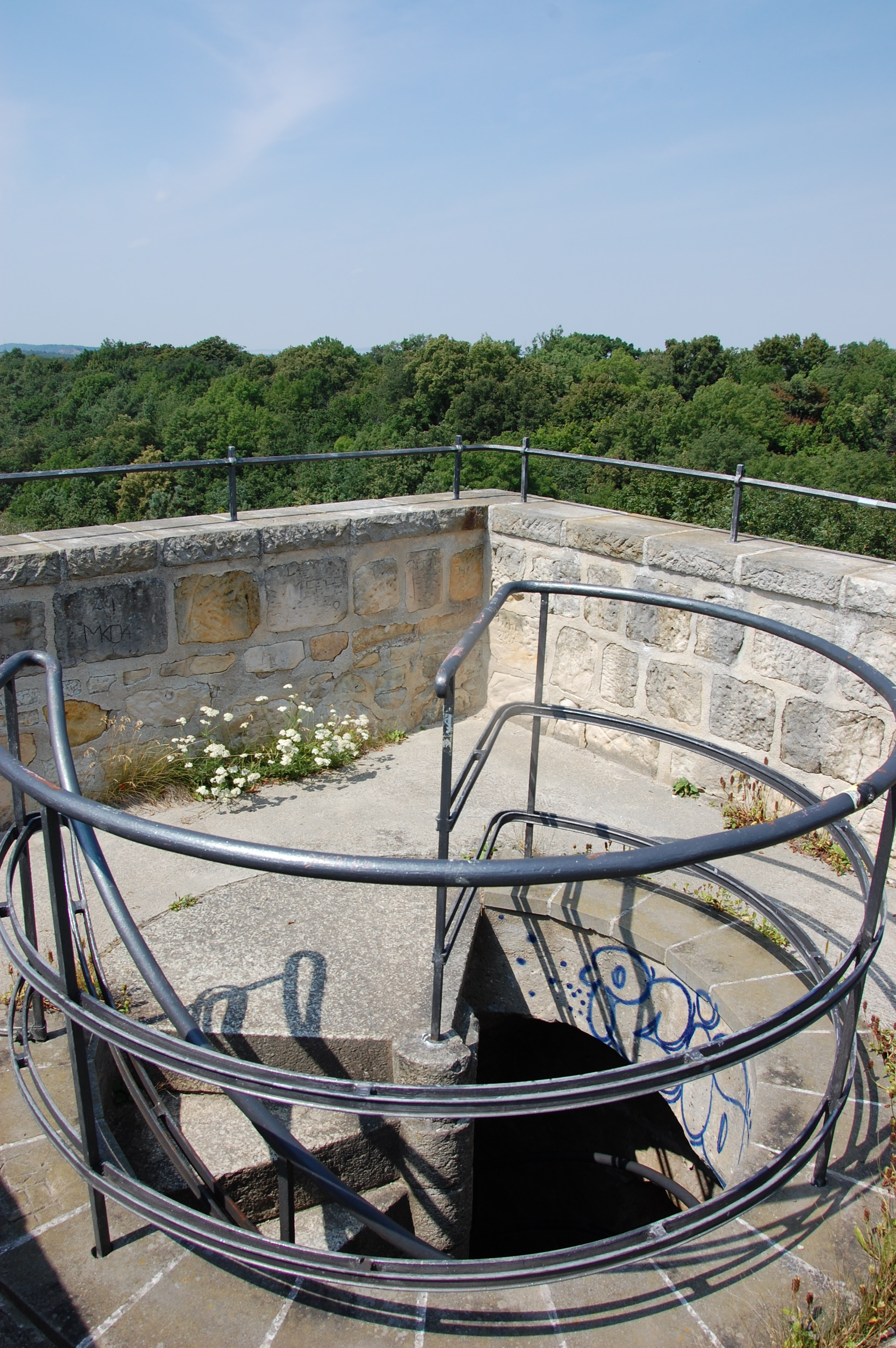
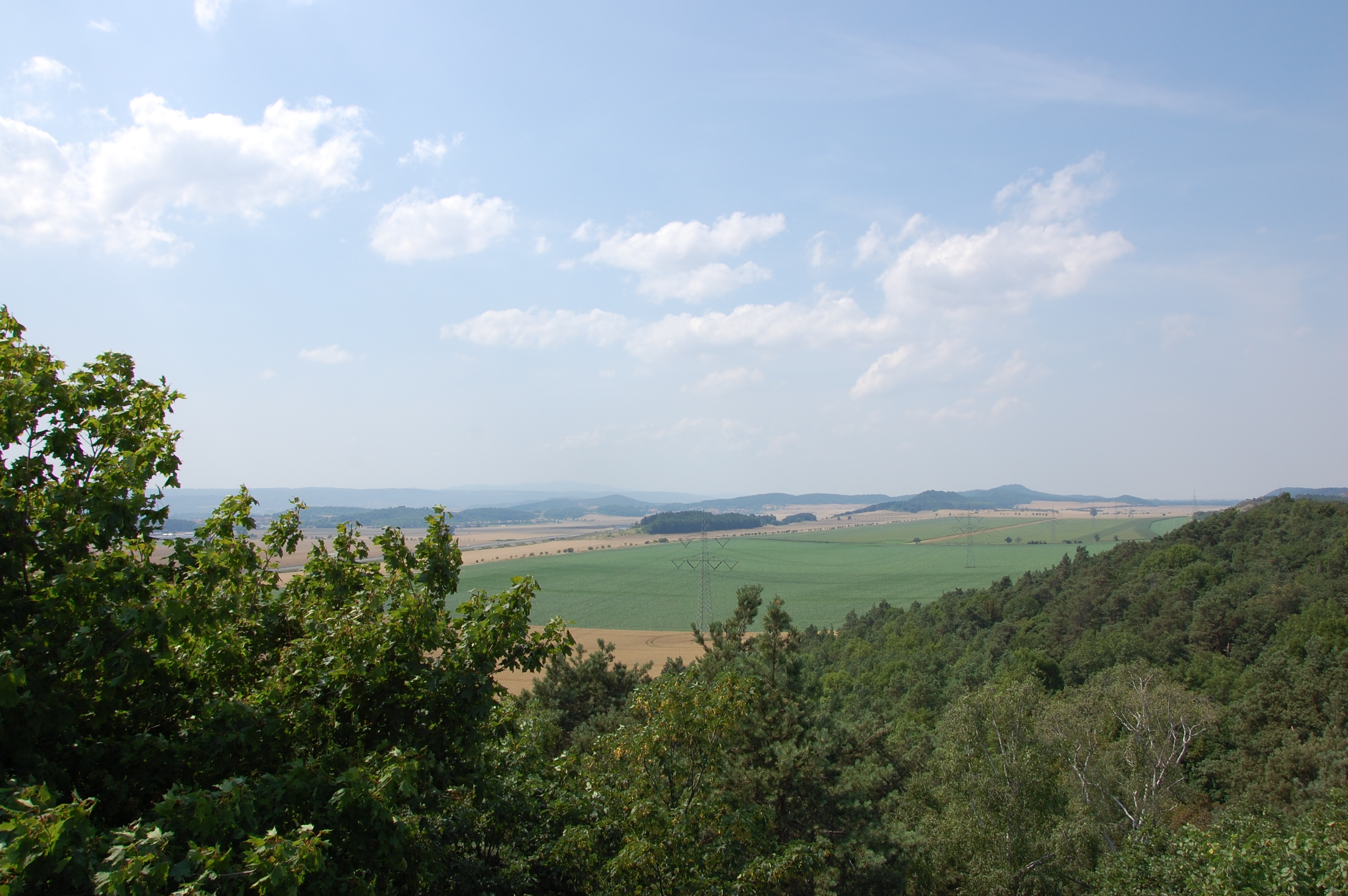